# Dead Broke (мініальбом)
Dead Broke, стилізовано як ☆DEADBROKE☆ — спільний мініальбом американських реперів Lil Peep і ITSOKTOCRY, випущений 3 березня 2016.

## Історія
Мініальбом був анонсований за 15 хвилин до його виходу.
Протягом того часу, коли записувався Dead Broke, ITSOKTOCRY зробив одну з найперших татуювань на своєму обличчі — «Pray for me».

## Трекліст
| #    | Назва                                 | Producer(s) | Тривалість |
| ---- | ------------------------------------- | ----------- | ---------- |
| 1.   | «Walk» (разом з Yunggoth)             | Hounds      | 2:57       |
| 2.   | «Rockstar» (разом з Jimmy V)          | Willie G    | 2:00       |
| 3.   | «Sixteen Swishers» (разом з Yunggoth) | DJ Patt     | 2:21       |
| 7:19 |                                       |             |            |